# Abschnittsbevollmächtigter

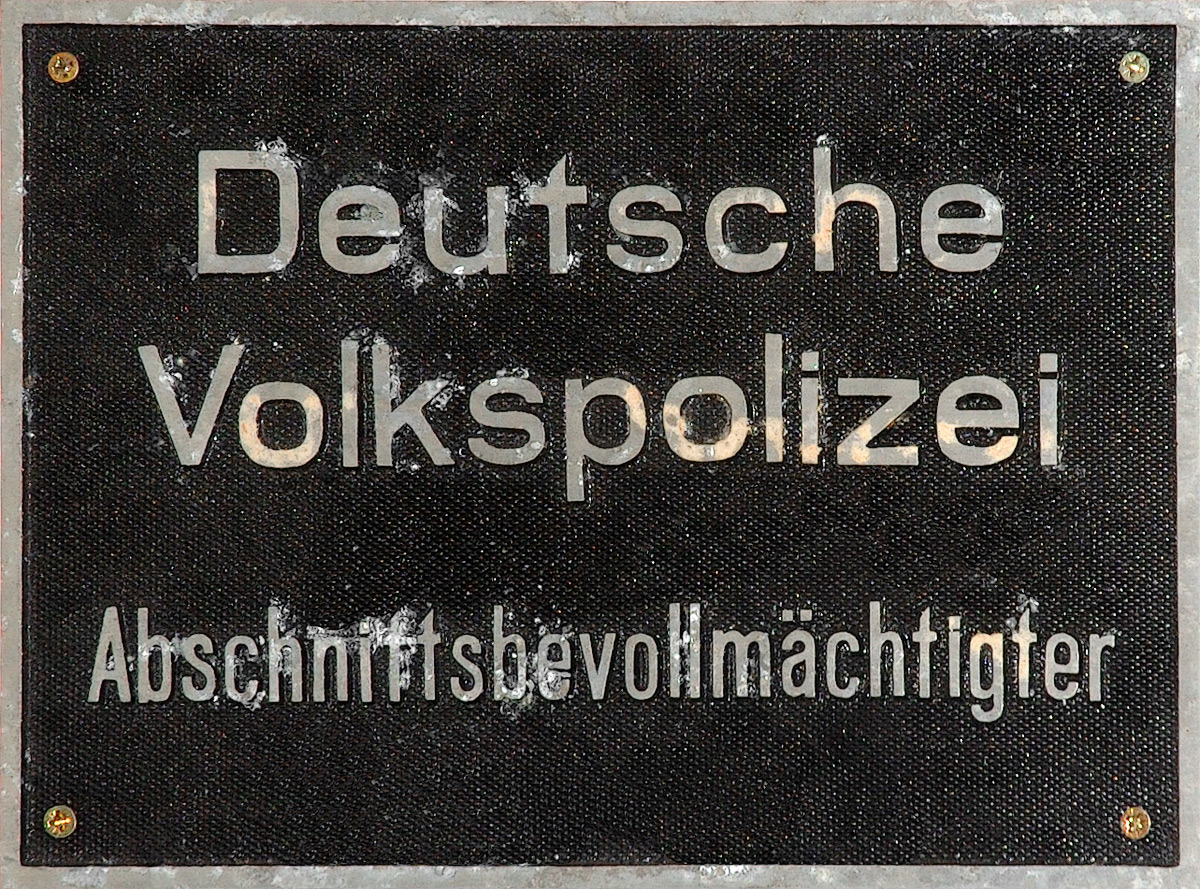
ABV-Schild

Ein Abschnittsbevollmächtigter (ABV) war in der DDR ein Polizist der Volkspolizei (VP), der für die polizeilichen Aufgaben in Gemeinden, Stadtbezirken und auf Streckenabschnitten der Reichsbahn zuständig war. Bei letztgenanntem Beispiel war in erster Linie die Transportpolizei tätig. In seinem Abschnitt war er polizeilicher Ansprechpartner für die Bewohner und versah Streifendienst. Er war für die Aufnahme und Weiterleitung von Strafanzeigen und polizeiliche Prävention zuständig. Der ABV hatte ähnliche Aufgaben wie ein heutiger Kontaktbereichsbeamter der Polizei. Er bekleidete den Rang eines Unterleutnants oder Leutnants.
Darüber hinaus war der ABV in seinem Abschnitt zuständig für Verkehrskontrollen, Kontrollen der Einhaltung der Meldepflicht (Hausbücher) und auswärtiger Besucher sowie die Kontrolle staatlich beauflagter Personen. Er gab Einschätzungen über Bewohner seines Abschnitts ab, wenn beispielsweise über die Wiedererteilung einer Fahrerlaubnis nach einer Sperre oder über die Genehmigung einer Reise in das Nichtsozialistische Wirtschaftsgebiet entschieden werden sollte. Für die Genehmigung solcher Reisen wurden die Einschätzungen des ABV durch die zuständigen Mitarbeiter des Ministeriums für Staatssicherheit eingesehen und sie dienten als Grundlage für eine Genehmigung oder Versagung.
Die ABV wurden ab Oktober 1952 nach sowjetischem Vorbild eingeführt. Die Anzahl der ABV variierte wie folgt:
- Berlin und Großstädte: pro Polizeirevier 8 bis 9
- in Mittelstädten, die meistens nur ein Revier besaßen: 9 bis 12
- in Kreisstädten: 6 bis 12
- im Landgebiet eines Landkreises je nach Wohndichte: 40 bis 80

Unterstützung erhielten die ABV in der DDR auch von den etwa 158.000 freiwilligen zivilen Helfern der VP, von denen rund 10.000 weiblich waren (Stand: Juli 1989).